# Walerian Sobisiak

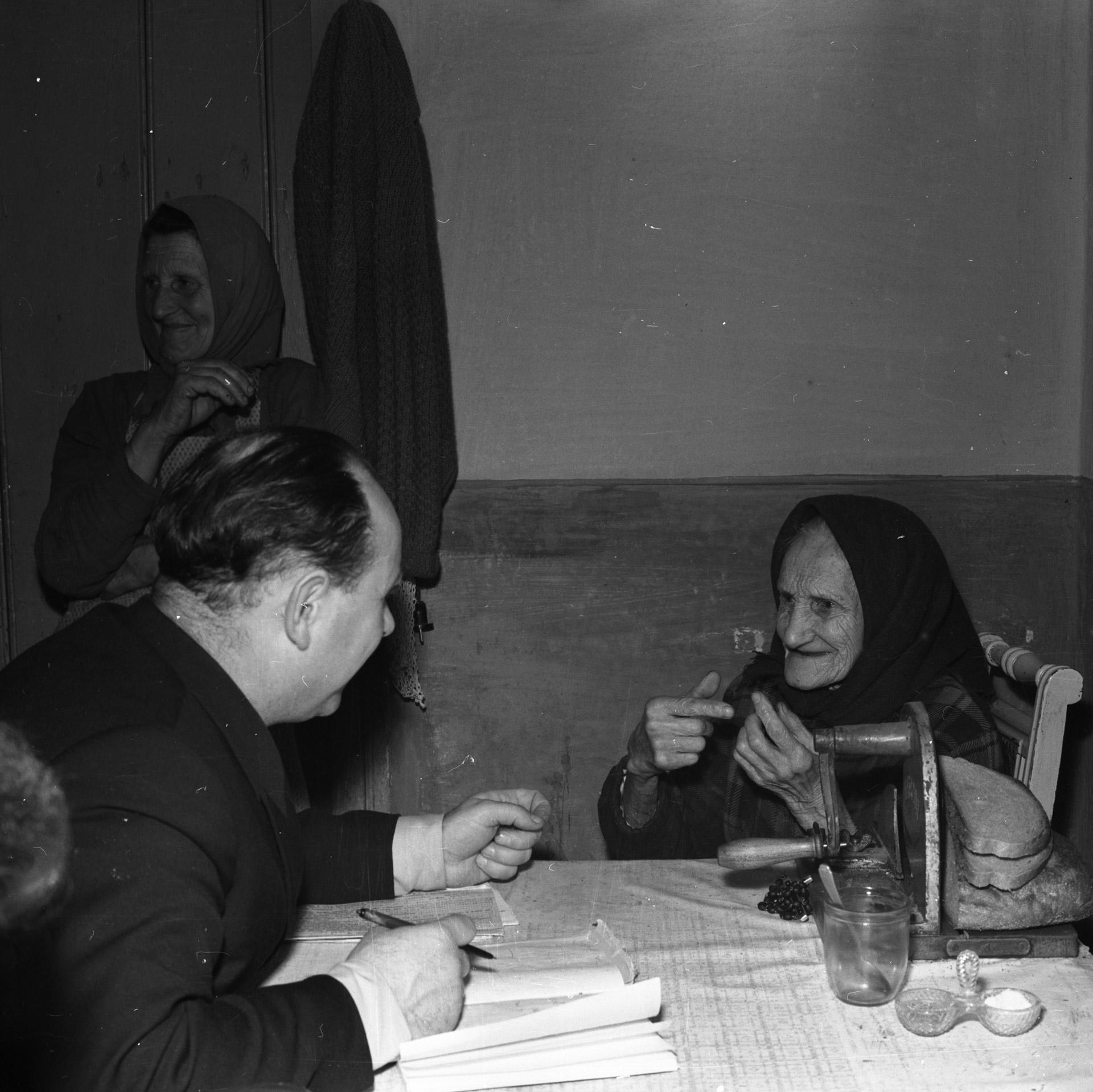
Dr Walerian Sobisiak podczas wywiadu z informatorką

Walerian Sobisiak (ur. 27 listopada 1924 w Rawiczu, zm. 1 czerwca 1987) – polski historyk, etnograf, dr hab., profesor nadzwyczajny nauk humanistycznych.

## Życiorys
Studiował na Wydziale Prawnym i Ekonomicznym Uniwersytetu Poznańskiego, natomiast w 1960 uzyskał doktorat za pracę pt. Rozwój latufundium Biskupstwa Poznańskiego w XVI-XVIII wieku, w 1968 habilitował się na podstawie oceny dorobku naukowego i pracy. 16 października 1985 nadano mu tytuł profesora nadzwyczajnego w zakresie nauk humanistycznych.
Objął stanowisko kierownika w Podyplomowym Studium Kultury i Turystyki, a także piastował funkcję wicedyrektora w Instytucie Kulturoznawstwa.

## Życie prywatne
Jego żoną była Urszula Szurkowska z którą miał dwóch synów Jerzego, oraz Piotra i córkę Marię.